# Premios Amanda Rorra
Los Premios Amanda Rorra es una premiación que se entrega de manera anual y nacional en Uruguay a  mujeres afrouruguayas por su labor social destacada. Los premios están nombrados en conmemoración a Amanda Rorra, una destacada activista política y social.
Fueron instituidos en el año 2007 y son organizados por el Instituto Nacional de las Mujeres del Ministerio de Desarrollo Social de Uruguay, enmarcado en el Día Internacional de las Mujeres Afrolatinas, Afrocaribeñas y de la Diáspora (25 de julio).

## Características
Creados por el Departamento de Mujeres Afrodescendientes, los premios buscan hacer visible y reconocer la labor de las mujeres afrouruguayas que se destacan en alguna área de la actividad social, sea comunitaria, barrial, política, cultural y/o laboral. El Primer Encuentro de Mujeres Afrolatinas y Afrocaribeñas, realizado en Santo Domingo en 1992, fue la inspiración para la creación de la celebración.
Año a año, el Ministerio convoca a organizaciones y colectivos de la sociedad civil a postular mujeres afrodescendientes "que contribuyan, con su labor, a la transformación sociopolítica de la sociedad en diferentes áreas de los derechos humanos: salud, vivienda, trabajo, educación, cultura, participación e incidencia política, así como a aquellas que contribuyen con una sociedad libre de violencia basada en género y de estereotipos étnico-raciales".
El evento es, también, un homenaje permanente a Amanda Rorra (1924-2005), destacada activista política y social y una referente fundamental del movimiento afrouruguayo. En la ceremonia de 2013, el correo postal nacional publicó un sello que la homenajea y conmemora.

## Galardonadas
- 2012: Karen da Silva, Isabel Oronoz, Nancy Silva, Silvia Carballo, Lágrima Ríos, Edith González, Noelia Maciel, Elizabeth Suárez, Odilia Domínguez, María Luz Viera, Elizabeth Novales, Amanda Espinosa, Blanca Elizabeth Correa, Mónica Gómez, Reina Fernández, Claudia de los Santos, Margarita Méndez, Tania Ramírez, Karina Moreira, Martha Niérez, Beatriz Santos.[6]
- 2013: Teresa Jesús Pinheiro, Óscar Montaño, Adelina Carballo, Jorge Emilio Cardozo, Miriam Acuña.[7][8]
- 2014: Line Bareiro, Faustina Abelino Ortuño, Mirta Silva, María Julia López Rolan, María Luz Viera.[9][10]
- 2015: Ana Calzada.[11]

[actualizar]
- 2018ː Alexandra Vanesa Vega, Lourdes Martínez Betervide y Tania Ramírez.[12]
- 2019ː Alejandrina da Luz, Doris Píriz, Verónica Villagra y Elizabeth Suárez.[13]
- 2020ː Adriana Sánchez, Carmen Adelina Varela, Libertad Silvera y Lorena Rosas.[14]
- 2021: Nelba Inceta, Olguita Brenda Celestino Pérez, Mayra Álvarez, Rita Uriarte.[15]

[actualizar]
- 2023ː Luz Correa, Susana Méndez Guzmán, Nancy Schunch, Carolina Silvano.[16]

[actualizar]